# Borger-Odoorn
Borger-Odoorn és un municipi de la província de Drenthe, al nord-est dels Països Baixos. L'1 de gener del 2009 tenia 26.171 habitants repartits sobre una superfície de 277,92 km² (dels quals 2,73 km² corresponen a aigua).

## Centres de població
| Nieuw-Buinen      | 4880  |
| Borger            | 4.830 |
| Valthermond       | 3.620 |
| Tweede Exloërmond | 2.360 |
| Odoorn            | 1.810 |
| Exloo             | 1.700 |
| Valthe            | 1.070 |
| Klijndijk         | 810   |
| Buinen            | 790   |
| Drouwen           | 460   |
| Buinerveen        | 410   |

| Eerste Exloërmond  | 410 |
| Ees                | 340 |
| Odoornerveen       | 340 |
| Drouwenerveen      | 240 |
| Bronneger          | 110 |
| Westdorp           | 90  |
| Eesergroen         | 80  |
| Zandberg           | 70  |
| Exloërveen         | 60  |
| Tweede Valthermond | 50  |

## Administració
El consistori actual, després de les eleccions municipals de 2007, és dirigit per Marco Out. El consistori consta de 21 membres, compost per:
- Partit del Treball, (PvdA) 9 escons
- Crida Demòcrata Cristiana, (CDA) 3 escons
- Partit Popular per la Llibertat i la Democràcia, (VVD) 3 escons
- Gemeenden Belangen, 3 escons
- GroenLinks, 1 escó
- Demòcrates 66, 1 escó
- ChristenUnie, 1 escó